# Археолошко налазиште Скелани
Археолошко налазиште Скелани је археолошки локалитет који се налази у насељу Скелани, општина Сребрница у Републици Српској, Босна и Херцеговина. Налазиште обухвата неколико локација у Скеланима, насељу који се налази на самој обали реке Дрина повезан мостом са Бајином Баштом у Србији. Неки налази смештени су у Земаљском музеју Босне и Херцеговине у Сарајеву и Археолошком музеју „Римски муниципиум“ у Скеланима.

## Локација
Археолошко налазиште се налази у самом насељу Скелани, надомак реке Дрине. Насеље је изграђено на месту старих римских грађевина тако да постоје више локација. Налазиште се налази у општини средње Подриње.

## Историја
Прво истраживање покренуо је грчки археолог Кало Пачо у 19. веку. Келани на Дрини се сматрају једним од најстаријих античких локалитета у средњем Подрињу. Овде су научници на прилично великом пространству открили неколико римских објеката из 2. и 3. века. Важан вид економије у римској провинцији Далмацији, представљало је рударство. Сребреничка рударска регија играла је важну улогу у животу овог дела Римског царства. Римски град Малвесиатиум на месту данашњих Скелана на реци Дрини међу најзначајнијим је античким подручјима у Босни и Херцеговини.
Пронађена је римска базилика, храмови, циглана, грађевине и разни споменици римске културе. Према истраживањима насеље је било изграђено у сходу са осталим грађевинама у том региону и данас је по налазима један од највреднијих локалитета на Балкану.

## Истрживање
Прво истраживање отпочено је 29. јула 1896. године. Карл Пач, аустријски слависта, археолог и историчар, пронашао је ископавањем неколико важних предмета римске културе од којих је и почасна статуа цара Каракала. Августа 1896. године покренута је друга експедиција где су пронађене гробнице као и темељи за изградњу објеката који нису били завршени. Недалеко од реке Дрине, пронађени су остаци циглане, препознатљиве по масивним циглама.
У истом периоду пронађене су и две базилике удаљености неких 90. метара једна од друге. У њима су пронађени кипови и гробни материјали.
Археолог Карло направио је детаљан извештај о својим истраживањима и објавио у Земаљском гласнику музеја Босне. Након тога десила се велика поплава 1897. године, коју је и Иво Андрић описао у роману На Дрини ћуприја. Дрина је нанела муљ дебео два метра и прекриo налазиште што је довело до заборав на овај локалитет.

## Истрживање 2008. године
Након 112. година, изведенo је другo археолошко истраживање које је трајало пет недеља. Радови су се одвијали на четири локације: Задружни дом, Црквено двориште, приватна њива и у дворишту једне приватне куће.
Ископани су мозаици као и прва Базилика коју је Дрина закопала. Даљим истраживањима пронађени су и натписи намењени  Јупитеру, Тријади, Марсу, Силвану и Митрасу. По неким натписима насеље је добило ранг муниципалије још у време Флавијеваца у другој половини 1. века.